# Bingham (hrabstwo Somerset)
Bingham – jednostka osadnicza w Stanach Zjednoczonych, w stanie Maine, w hrabstwie Somerset.